# Haus Mennicken

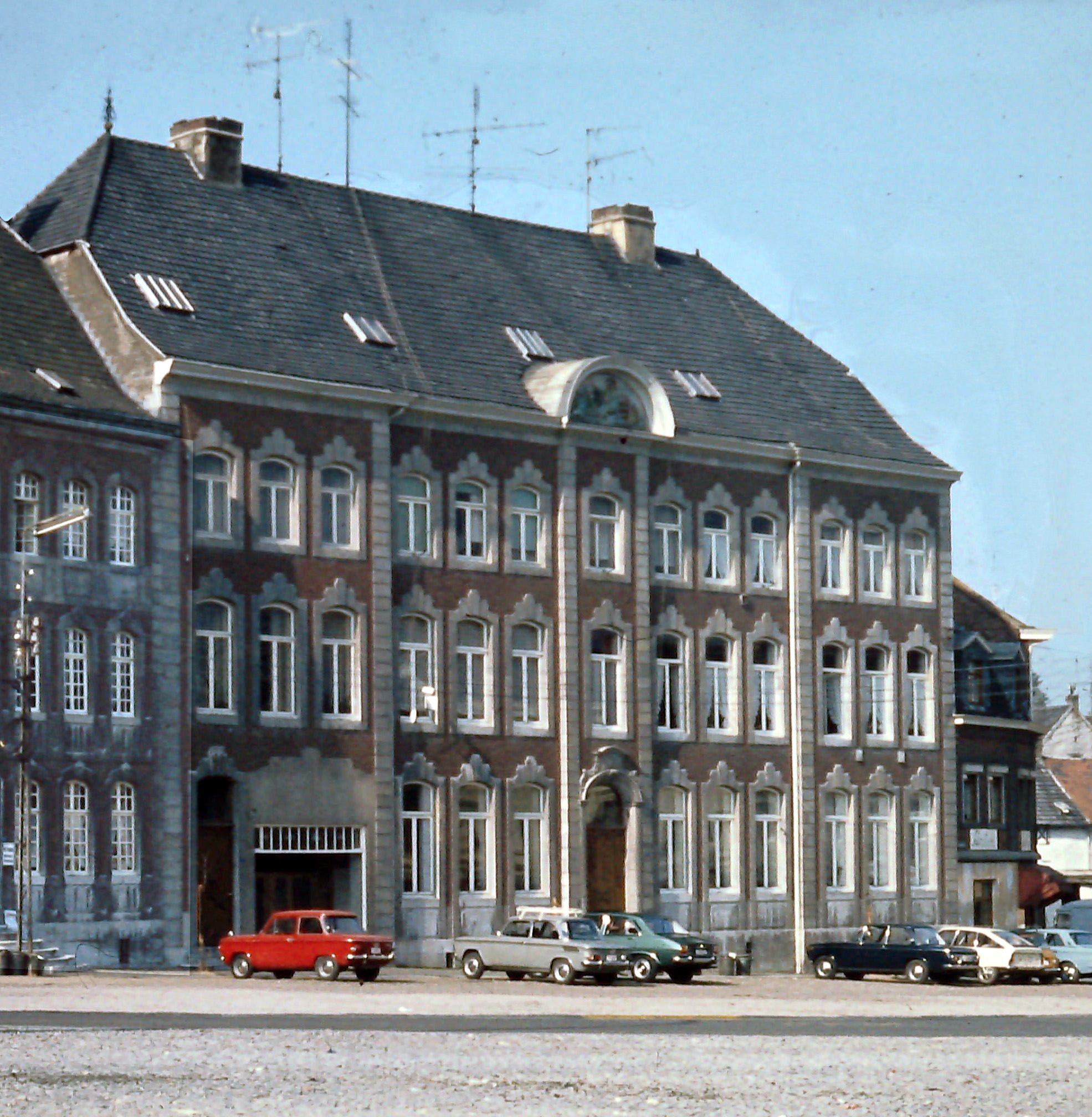
Straßenfront des Hauses Mennicken (1974)

Das Haus Mennicken, auch als Haus Signon und Haus Grand Ry bekannt, ist ein denkmalgeschütztes Gebäude am Werthplatz in der belgischen Gemeinde Eupen (Deutschsprachige Gemeinschaft). Das ehemalige Kaufmannshaus wurde 1744 für die Familie Grand Ry wahrscheinlich nach Entwürfen Johann Joseph Couvens erbaut und seitdem außen kaum verändert. Von den Grand Rys kam es über zahlreiche Besitzer 1880 schließlich an die Familie Mennicken, nach der das Haus nachfolgend benannt wurde. Heute ist für das Gebäude, das seit dem 25. März 1983 als Kulturdenkmal geschützt ist, auch die Bezeichnung Haus Signon geläufig. Sie geht auf die aktuellen Eigentümer, die Familie Signon, zurück.

## Geschichte

Haus Mennicken um 1912

Dort, wo heute das Haus Mennicken steht, befand sich früher ein „de poorte“ (deutsch „die Tür“) genanntes Haus, dessen erste namentlich bekannte Eigentümer Mitglieder der Familie Brüll waren. Von ihr kam es über Adam Leyendecker 1704 an Welter Voss. Dessen Tochter Katharina war mit Aegidius Blankart verheiratet, der nach Welters Tod Eigentümer des Anwesens wurde. Die Erben des Paars verkauften es im Jahr 1741 an Renier de Grand Ry, von dem es an dessen Bruder, den Eupener Tuchfabrikanten und Kaufmann Johann Aegidius de Grand Ry, kam. Dieser ließ das Gebäude abreißen und auf den alten Fundamenten für sich und seine Familie 1744 ein Wohn- und Geschäftshaus errichten. Die Pläne dazu lieferte vermutlich Johann Joseph Couven, denn Stilvergleiche der Ornamentik und erhaltene Skizzen Couvens für die Inneneinrichtung lassen es wahrscheinlich erscheinen, dass der Aachener Baumeister den Neubau entworfen hat.

Johann Aegidius de Grand Ry hinterließ das Haus bei seinem Tod seiner Frau, einer geborenen Bevers. Von ihren Erben erwarb es am 13. Mai 1786 der Monschauer Tuchfabrikant Wilhelm Scheibler für 20.000 Reichstaler. Im Jahr 1795 wurden Adolf Scheibler und seine Frau Dorothee neue Eigentümer. Sie verkauften das Gebäude 1803 für 80.000 Franken an die Firma Bock und Koenen aus Amsterdam, die das Haus nur zwei Jahre später für lediglich 55.000 Franken an den Tuchhersteller Jean Fremerey weiterveräußerte. Seine Familie besaß das Anwesen bis 1855. In jenem Jahr kaufte es der Tuchhändler und Textilmaschinenfabrikant Eduard Rinck, von dem es Jakob Severin Joseph Grandjean im Jahr 1869 erwarb. 

Werbeplakat Likörfabrik Mennicken

Er verkaufte 1880 an die Familie Mennicken, die in dem Haus eine Likörfabrik mit angeschlossener Schnapsbrennerei und einen Großhandel mit Kolonialwaren einrichtete. Wirtschaftliche Probleme zwangen die Witwe Mennicken dazu, am Anfang der 1910er Jahre die kostbare Innenausstattung dreier Zimmer zu verkaufen, deren Wert zusammen auf 90.000 Mark in Goldwährung beziffert wurde. Ein Ensemble erwarb das Kaiser-Wilhelm-Museum in Krefeld, ein weiteres Zimmer ging an die Familie Stracke in Köln, von der es 1947 in das Aachener Couven-Museum gelangte.
Noch bis 1933 blieb das Gebäude Eigentum der Familie Mennicken, dann kam es zu einer Teilung. Die südliche, drei Achsen breite Partie wurde vom restlichen Haus getrennt und kam in den Besitz der Familie Karl Gerckens, die in ihrem Hausteil ein Schaufenster anlegten, während der Apotheker Franz Muszynski neuer Eigentümer des restlichen, zehn Achsen breiten Teils wurde. Dieser gehört seit 1953 der Familie Signon, die gemeinsam mit der Familie Gerckens die gesamte Fassade einer Restaurierung unterzog. Anfang der 1990er Jahre kamen beide Hausteile in den Besitz der Familie Signon.
Am 19. Juli 2013 wurde der Erlass von 1983 dahingehend abgeändert, dass das Haus mit den umgebenden Gebäuden und Rückgebäuden des gesamten Blocks zwischen Gospertstraße, Auf’m Hund und Hisselsgasse sowie den Hausfassaden des gesamten Werthplatzes in einen Denkmal-„Schutzbereich“ aufgenommen wurde.

## Beschreibung
Haus Mennicken ist ein für Eupen typisches Bürgerhaus, dessen Erbauer mit der Herstellung und dem Handel von Feintuchen zu Reichtum und Ansehen gekommen waren. Sie alle sind zweiteilig aufgebaut: ein großes, repräsentatives und zur Straße gelegenes Wohnhaus, dem sich an seiner Rückseite ein mehrflügeliger Produktions- und Lagerbereich anschließt. Diese von der Straße abgewandten Arbeitsbereiche hinter den repräsentativen Wohnbauten werden Schererwinkel genannt. Das Haus Mennicken folgt diesem typischen Aufbau. Es besteht aus einem großen, dreigeschossigen Wohnhaus mit Schaufassade zum Werthplatz und einem an seiner Rückseite anschließenden dreiflügeligen Anbau, der früher als Werkstattbereich diente, heute aber auch Wohnzwecke erfüllt. Das Gebäudeensemble ist das größte Bürgerhaus Couvens in Eupen. Als Baumaterial dienten Mauerziegel und Blaustein, die früher einen weißen Anstrich besaßen.
Die drei Geschosse des Wohnhauses nehmen von unten nach oben in ihrer Höhe ab. Abgeschlossen sind sie von einem abgewalmten Satteldach mit Ziegeldeckung und Wetterfahne, unter dem sich ein zweistöckiger Dachboden verbirgt. Die strenge, symmetrische Fassade zum Werthplatz zeigt 39 stichbogige Fenster mit Hausteinrahmen und je drei Keilsteinen. Sie unterteilen die Front in 13 Achsen. Ein 1932 ausgebrochenes Schaufenster im südöstlichen Bereich stört die Symmetrie jedoch ein wenig. Die drei Achsen an jeder Seite sowie die Mittelachse sind durch Pilaster in Rustikaoptik risalitartig hervorgehoben. Die Mittelachse ist von einem halbrunden Giebel bekrönt. In seinem Giebelfeld findet sich ein farbig gefasstes Relief mit der Glücksgöttin Fortuna, die ihr Füllhorn ausschüttet. Die Darstellung dokumentiert den Reichtum und den Machtanspruch der damaligen Eupener Kaufleute. Die Göttin ist umgeben von Symbolen des Handels: Stoffcoupons, Weinfass, Schiffsanker und Globus.
Die fünf Stufen einer halbrunden Blausteintreppe führen hinauf zum Hauptportal mit profilierter Rahmung, das in der Mittelachse des Hauses liegt. Über dem Sturz der Tür befindet sich ein Oberlicht, das früher dünne Sprossen in Fächerform besaß. Darüber hängt, von Voluten eingefasst, ein Keilstein mit Akanthus und die von Rocailledekor eingefasste Inschrift „ANNO 1774“.
Nördlich des Wohnhauses schloss sich früher ein Torbogen mit Durchfahrt zum rückseitigen Schererwinkel an. Seit dieser abgebrochen und durch ein Haus überbaut worden ist, kann der ehemalige Werkstattbereich nur noch durch eine enge Gasse von der Gospertstraße aus erreicht werden. Seine dreigeschossigen Flügel umgeben in Hufeisenform einen gepflasterten Innenhof. Der Mitteltrakt ist durch Fenster in sieben, die beiden Seitenflügel in jeweils acht Achsen unterteilt. Die mittige Achse des Mittelflügels ist als Risalit mit Eckquadern aus Blaustein vorgezogen und von einem Dreiecksgiebel bekrönt.
Im Inneren ist nur wenig von der originalen barocken Ausstattung erhalten. Zu den Ausnahmen zählt eine breite Holztreppe aus dem 18. Jahrhundert mit Balusterbrüstung und reichgeschnitzten Pfosten sowie ein Kamin mit Muschelmotiven, die für Couven typisch sind. In seinem Aufsatz besitzt er ein flämisches Gemälde, das Jesus am Jakobsbrunnen als Motiv hat. 2013 kehrte zudem ein 1912 nach Krefeld verkauftes Ausstattungsensemble mit Marmorkamin, Kaminaufsatz, zwei Türen und einer Wandvertäfelung in das Haus Mennicken zurück. Das Krefelder Kaiser-Wilhelm-Museum war Ende des 19. Jahrhunderts als Kunstgewerbemuseum gegründet worden, ist heute aber ein Museum für Moderne Kunst, in dem für das „Eupener Zimmer“ nach einer umfassenden Sanierung kein Platz mehr war. Nachdem zuerst über einen Einbau im Eupener Haus Grand Ry (Klötzerbahn 32) und im Sitz des Ministerpräsidenten der Deutschsprachigen Gemeinschaft nachgedacht worden war, durfte das wertvolle Rokokoensemble schließlich wieder an seinen Originalstandort zurückkehren.

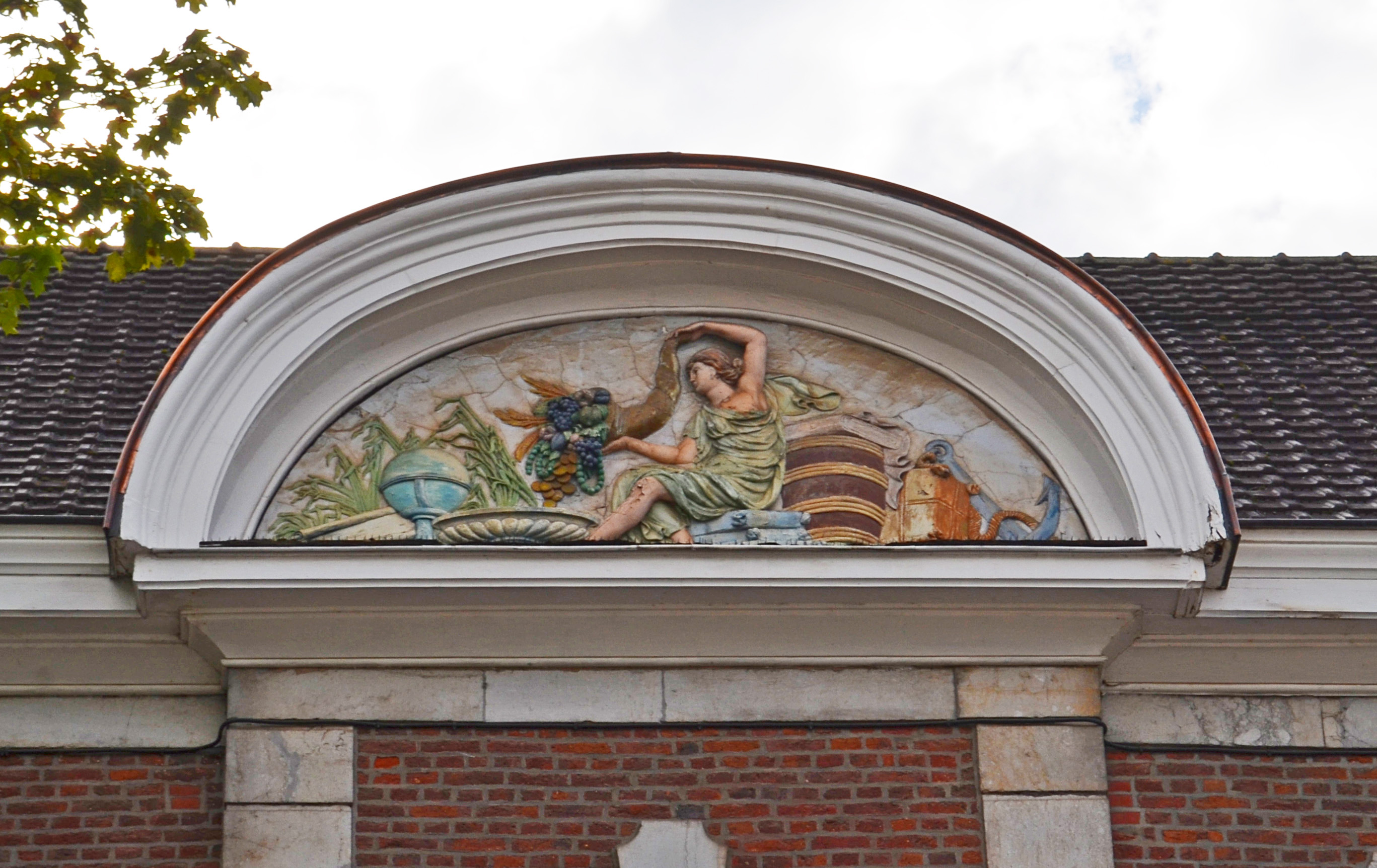
Rundgiebel mit Relief
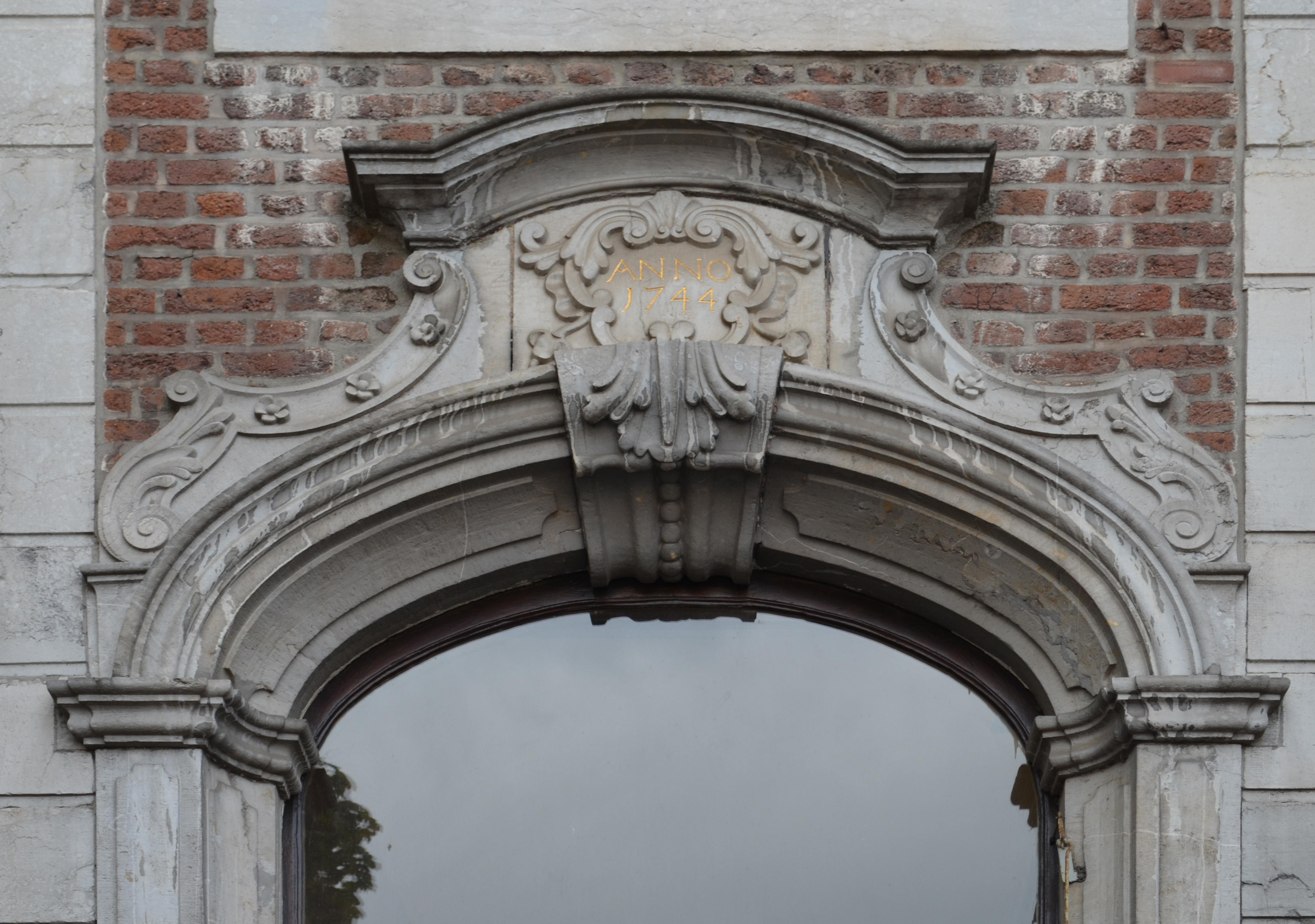
Oberer Bereich des Hauptportals
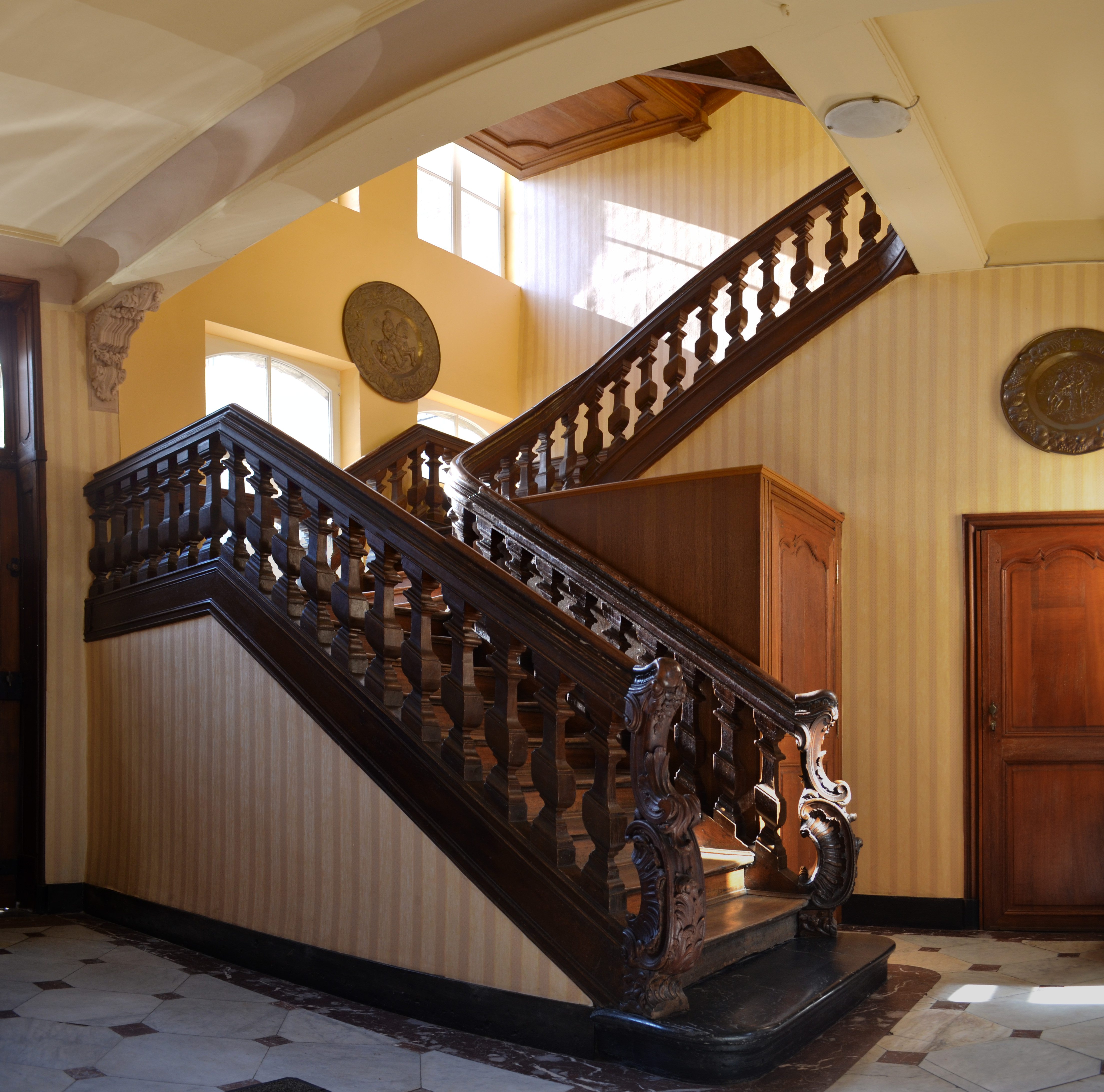
Barockes Treppenhaus
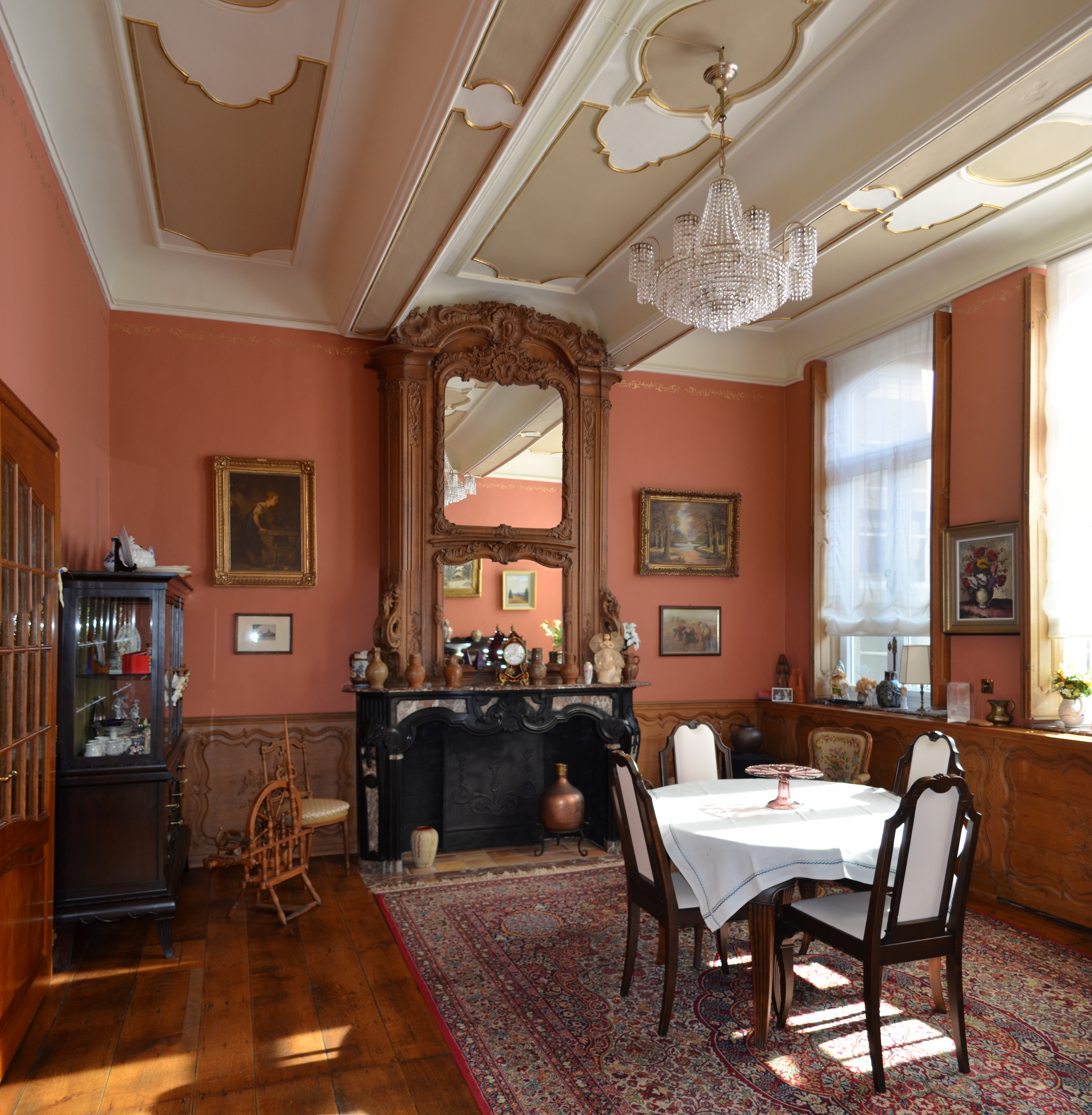
Zimmer mit originaler Rokoko-Ausstattung